# أنيس أبو زكي
أنيس أمين أبو زكي (1910 - 1989) عسكري لبناني. من عينبال بقضاء الشوف ، التحق بالجيش اللبناني ورُقّي إلى رتبة عقيد.تولى عدة مناصب في القيادة العسكرية وتقاعد في 1 يوليو 1966.

## سيرته
ولد أنيس بن أمين بن علي أبو زكي في عينبال من قرى قضاء الشوف بجبل لبنان سنة 1910 في عائلة درزية. تلقى علومه في عدّة مدارس، ثم التحق بالجيش اللبناني (فرقة القناصة)، وبفضل مقدرته وإخلاصه ونشاطه،‌ أخذ يتدّرج في سلّم الرتب، حتى بلغ رتبة عقيد.

تابع عدة دورات تدريبية في لبنان وفي الخارج، واضطلع في أثناء وظيفته كآمر السريّة الثانية للفوج الثاني 1950، ثم السرية الثالثة للفوج الرابع في 1951، ثم معاون قائد الفوج الرابع 1959، ثم قائدا لهذا الفوج سنة 1961، ثم كُلِّف أعمال الشعبة الثانية في جبل لبنان سنة 1961، ثم معاون قائد جبل لبنان سنة 1964، وأحيل إلى التقاعد في أول تموز /يوليو 1966.

توفي في عيبال في الأسبوع الأخير من حزيران / يونيو 1989 ودفن فيها في مأتم حافل، حضره وفود كبيرة، وعدد من رجال الدولة والأعيان وعدد من الخطباء.

## حياته الشخصية
اشتهر العقيد أنيس أبو زكي بحميّته ووطنيّته وبغيرتُه وخدماته «تجلي للقريب وللغريب،‌ إلى جانب خلقٍ رفيع،‌ وإيناس جمّ وشجاعة تُحدّ وكان لإخوانه الصديق الوفي الصالح». 

تزوج من نجلاء حسن. له من أبناء عصام أبو زكي (22 يونيو 1941 - 25 فبراير 2018 ) الذي تأثر بوالده كثيرًا فالتحق بالمدرسة الحربية في 1961 وتخرّج منها في 1964.

## الأوسمة والتقدير
أحرز أنيس أبو زكي عدداً من الأوسمة بلغت الأربعة عشر، أخصّها الاستحقاق اللبناني الفضيّ، ووسام الأرز من رتبة فارس ثم من رتبة كومندور،‌ ووسام “فارس كيليكيا” السوري ووسام الكوكب الأردني وأحرز عددا من كتب التنويه.